# Dypło
Dypło, Dypła (ukr. Дипло, Дипла; ros. Дипло, Дипла, Dipło, Dipła; od gr. διπλός diplós „podwojony”, „podwójny”, „zagięty dwukrotnie”) – przełęcz w Górach Krymskich między górami Czamny-Burun i Babuhan-jajła. Znajduje się w skrajnym, północno-wschodnim punkcie Babuhan-jajły. Stanowi dogodne przejście z południowego brzegu Krymu do rzeki Uzeń-Basz i Wodospadu Hołowinśkiego.
W pobliżu znajduje się źródło Ak-Czokrak.